# تيسي
تيسي، (بالإنجليزية: Tissi)‏، (سردينيا: Tissi)، هي بلدية في مقاطعة ساساري في سردينيا، إيطاليا. اعتبارا من عام 2016، كان يعيش هناك 402 2 شخصًا.  مساحتها 10.24 كيلومتر مربع. 250 متر فوق مستوى سطح البحر.

## السكان
في سنة 1861 بلغ عدد السكان 1٬149 نسمة، وتطور العدد ليصل في سنة 2011 لـ 2٬289 نسمة.
يظهر هذا المخطط البياني تطور النمو السكاني لـ تيسي